# French B
French B. est un groupe de rock indépendant, originaire du Québec, qui a marqué l'histoire de la musique québécoise par son titre engagé « Je m’en souviens » (1989).

## Biographie
Le groupe québécois French B, anciennement French Bastards, nait de la mort en 1986 de Disappointed a Few People, groupe composé de musiciens francophones et anglophones. « Lorsque la bisbille a pogné entre les Anglais pis les Français, Jean-Robert et moi avons décidé de quitter le groupe et de former les B », raconte l'un d'eux, Richard Gauthier.
French B est d'abord un duo, composé du chanteur et parolier Richard Gauthier (né le 21 septembre 1956 à Montréal, étudiant en théâtre) et du claviériste et compositeur Jean-Robert Bisaillon (né en 1959 à Montréal, étudiant en “arts interreliés”) qui se connaissent depuis le cégep. Le groupe fait la première partie de William Burroughs et Lydia Lunch en 1987-1988.
En 1989, French B sort « Je m'en souviens » en simple, et rencontre une audience importante.
French B devient trio en 1990 quand Roger Myron aux guitares se joint à eux, et quatuor en 1995 quand Martin Petit à la batterie les rejoint. La choriste Nicole Mayer a également collaboré de manière constante, et François Giroux a tenu le rôle de batteur avant l'arrivée de Martin Petit. De nombreux autres collaborateurs se sont relayés aux côtés du groupe qui atteint parfois la douzaine de musiciens sur scène au moment de leur dissolution. Mentionnons notamment le bassiste Nicolas Jouannaut du groupe Les Chiens.
En 1991, le trio enregistre « Ces gens-là » de Jacques Brel sur l’album Brel Québec. Ils sortent l'album Je m'en souviens (10 titres), et rencontrent un succès phénoménal. L'album est sélectionné au Gala de l'ADISQ dans les catégories « Microsillon de l'année/Rock » et « Arrangeur de l'année ». Ils font aussi face à une polémique médiatique sur le fait qu'ils ont touché des subventions publiques et qu'ils sont injurieux dans une chanson (« Ode à l'ennemi ») et provocateurs dans une autre (« Abandonnez-vous »). Aucune radio commerciale ne passe leurs titres, sauf CKOI. Ils travaillent en musique de film et en musique publicitaire (campagne Centraide).
En 1992, French B se produit aux FrancoFolies de La Rochelle et fait quatre dates dans des villes françaises. En 1994, le groupe participe aux FrancoFolies de Montréal pour participer à l'hommage à Brel. En 1996, le groupe participe au Festival des musiciens de rue de Cowansville et à la Tournée « Rock sans frontières ».
Le groupe publie trois albums enregistrés en studio : en 1990 avec Audiogram, French B qui contient une reprise de Claude Gauvreau, « Ode à l’ennemi », ainsi que « Je m'en souviens » ;  en 1993 en autoproduction, Légitime démence avec une reprise de « Monsieur l'Indien » de Claude Péloquin et Jean Sauvageau, et une mise en musique du poème « Enivrez-vous » de Baudelaire ; et en 1996, Au-delà du délai. En 1998 sort un album posthume, compilation intégrant des pièces enregistrées en concert, Chronoreg (1998).
Le groupe produit également six vidéoclips : « Je me souviens » (1991, réalisé par Lise Villeneuve et Simon Lacroix); « La vie est belle » (1991, réalisé par Benoit Chartrand); « Waiter » (1991, réalisé par Benoit Chartrand); « Monsieur l'Indien » (1994, réalisé par Claude Grégoire); « Pas d'problème ! » (1996, réalisé par Claude Grégoire); « Quitter son pays » (1997, réalisé par Claude Grégoire).
La dissolution de French B en 1998 est la conséquence du découragement des membres du groupe qui considèrent la scène musicale québécoise impropre à la survie d'un groupe qui tient un discours engagé. La souffrance, la folie, la mort, la pauvreté, la misère, l’alcoolisme, la sexualité, la question linguistique, la situation des Amérindiens, les inégalités sociales, l’univers artificiel de la pub et le mythe de la consommation, sont autant de thèmes abordés par les French B. Il faut « choquer, aller chercher les émotions, atteindre les émotions. Parce que je pense qu'à un moment donné les histoires de blondes, “ma blonde m'a quitté”, ça fait un temps. À moins que ce soit brillamment écrit, à un moment, on ne se renouvelle plus. […] Alors qu'il y a tellement de sujets qui nous touchent au quotidien. »
En 2002, le trio se reforme pour un soir, à l'occasion d'une soirée « Outrage aux Sinners ».

## Le titre «Je m’en souviens» (1989)
Le titre « Je m’en souviens », lancé par la maison de disques Audiogram sous étiquette Sumo, marque la musique québécoise des années 1990 à la fois par son succès sur un titre engagé, et à la fois parce qu'il est considéré comme l'un des premiers morceaux de rap québécois ou tout du moins de musique électronique. Créée peu après le 17 avril 1988, date d'une manifestation en défense de la langue française (2 000 personnes) et d'un rassemblement devant la destruction des cheminées de la carrière Miron (25 000 personnes), la chanson utilise de nombreux extraits sonores (Chartrand, Parizeau, Bourassa, de Gaulle, mais aussi Mitsou, Vigneault, Charlebois…) passés en boucle. La chanson est boycottée par le réseau Télémédia.
Un clip sort en 1991 que Johanne Melançon, chercheuse en langue et littérature au Collège universitaire de Hearst de l'Université d'Ottawa, analyse en ces termes : « Le vidéoclip a aussi recours à des images d’archives, qu’il s’agisse de politiciens, d’événements, de symboles, d’œuvres ou d’artistes importants pour la définition d’une identité québécoise, qu’ils aient une connotation politique ou non. […] Des lieux de mémoire sont donc convoqués par les paroles et par les images ; ces événements historiques et ces symboles sont rappelés à la mémoire pour nourrir un discours engagé, cherchant à sensibiliser à une certaine urgence d’agir. »
L'album est illustré par une peinture originale de Michel Pednault, d'après une photo de Benoit Levac.

## Discographie

### Albums studio
- 1990 : French B (Audiogram)
- 1993 : Légitime démence
- 1996 : Au-delà du délai

### Simples et remix
- 1989 : Je m'en souviens : 45 rpm 6"
- 1990 : Je m'en souviens, bill 101 : remix version 12"[18]

### Compilations
- 1998 : Chronoreg